# Johann Karl Burckhardt
Johann Karl Burckhardt   (Leipzig, 30 d'abril de 1773 - París, 22 de juny de 1825) va ser un astrònom i matemàtic francès d'origen alemany, més conegut pel seu nom franc+es Jean Charles Burckhardt.
Participa en els treballs de Franz Xaver von Zach a l'observatori Seeberg (Gotha, Turíngia) i de Joseph Jérôme Lefrançois De Lalande a l'observatori de l'Acadèmia Militar de París i es fa adjunt al Bureau des Longitudes el 1795. És naturalitzat francès el 1799. És escollit membre de l'Acadèmia de les ciències el 1804. El 1812, publica les Taules de la Lluna establertes per un mètode de càlcul diferent de la de Pierre-Simon Laplace.

## Publicacions
- Methodus combinatorio-analytica, evolvendis fractionum continuarum valoribus maxime idonea (1794)
- De Usu logarithmorum infinitomii in theoria aequationum dissertatio combinatorio-analytica, quam defendet Mauricius de Prasse (1796)
- Table des diviseurs pour tous les nombres du premier million (3 volumes, 1814-1817)
- Tables astronomiques, publiées par le Bureau des longitudes de France. Tables de la lune (1812)